# 대한민국 헌법 제54조
대한민국 헌법 제54조는 대한민국 헌법의 조항이다. 국회의원의 의무에 대해서 서술하고 있다.

## 본문
①국회는 국가의 예산안을 심의,확정한다.
②정부는 회계년도마다 예산안을 편성하여 회계년도 개시 90일전까지 국회에 제출하고, 국회는 회계년도 개시 30일전까지 이를 의결하여야 한다.
③새로운 회계년도가 개시될 때까지 예산안이 의결되지 못한 때에는 정부는 국회에서 예산안이 의결될 때까지 다음의 목적을 위한 경비는 전년도 예산에 준하여 집행할 수 있다.

- 1. 헌법이나 법률에 의하여 설치된 기관 또는 시설의 유지,운영.
- 2. 법률상 지출의무의 이행.

- 3.이미 예산으로 승인된 사업의 계속.

## 같이 보기
- 대한민국 헌법 제3장
- 대한민국 국회